# Michel Ettorre
Michel Ettorre, né le 14 octobre 1957 à Amnéville, en Moselle, est un footballeur français.

## Biographie
Il succède dans les buts du FC Metz à André Rey, son formateur, en 1981. Il est le titulaire indiscutable de son équipe pendant sept ans. Après un passage d'un an et demi à Quimper en Division 2 et quelques mois à Toulon de nouveau parmi l'élite, il termine sa carrière à Metz en 1992, après une saison blanche. Avec l'équipe mosellane, il remporte deux fois la Coupe de France, en 1984 contre Monaco et en 1988 contre Sochaux. Lors de cette dernière finale, il repousse le dernier tir au but de Mickael Madar. Il a disputé 296 matchs en 1re division pour le FC Metz entre 1974 et 1992.
Il poursuit son parcours dans le football en tant qu'entraîneur des gardiens de buts, vouant une fidélité sans faille à Joël Muller. Il accompagne notamment ce dernier au RC Lens. Le duo obtient avec le club nordiste un titre de vice-champion de France en 2002 et une participation à la Ligue des champions la saison suivante, avant de reprendre la direction du FC Metz, où il exerce jusqu'à l'issue de la saison 2006/2007. Cette saison-là  voit le FC Metz remonter parmi l'élite.
Michel Ettorre annonce officiellement son départ du FC Metz le 4 juin 2007. Il revient ensuite en décembre 2007, lors de la trêve hivernale, en tant qu'entraineur adjoint aux côtés d'Yvon Pouliquen, à la suite du limogeage de Francis de Taddeo.
Néanmoins, il ne reste au club que quelques semaines. Il annonce, le 21 mai 2008 son départ définitif du club à la Croix de Lorraine. Il prétexte un manque de solidarité au sein de son club de cœur. Le mardi 27 mai 2008, il revient au RC Lens en tant qu'entraîneur des gardiens.
En 2015, il est entraîneur des gardiens de l'Équipe de France des moins de 16 ans.
En 2020, il s'engage dans le club amateur de l'ES Anzin-Saint-Aubin, situé dans le Pas-de-Calais.

## Clubs
- 1974-1979 :  FC Metz
- 1979-1980 :  Le Havre AC
- 1980-1988 :  FC Metz
- 1988-1990 :  Quimper
- 1990 :  Sporting Toulon Var
- 1990-1992 :  FC Metz

## Palmarès

### En club
- Vainqueur de la Coupe de France en 1984 et 1988 avec le FC Metz

### En équipe de France
- International juniors, espoirs et militaires

### Statistiques
- 305 matchs en Division 1
- 81 matchs en Division 2
- 4 matchs en Coupe d'Europe des Vainqueurs de Coupe
- 2 matchs en Coupe de l'UEFA

### Distinctions
- 1986 : Lauréat du "Trèfle d'Or" du Républicain Lorrain (trophée décerné aux meilleurs sportifs lorrains de l'année)